# Edu Fernández
Fernández  Brunet est un nom espagnol. Le premier nom de famille, en général paternel, est Fernández ; le second, en général maternel, souvent omis, est Brunet.
Eduard Fernández Brunet, dit Édu Fernandez, né le 23 février 1982 à Igualada, est un joueur de rink hockey espagnol. Il évolue actuellement au sein du club La Vendéenne La Roche-sur-Yon.

## Parcours sportif
En 2012, il décide de quitter l'Espagne pour venir jouer dans le championnat français au sein de La Vendéenne La Roche-sur-Yon. Pour son premier championnat de France, l'attaquant Vendéen inscrit 26 buts en championnat et se classe à la dixième place des meilleurs buteurs du championnat. L'année suivante, il en inscrit 35 et devient le troisième buteur du championnat. En 2014, à la suite du départ de l'entraineur et du désistement de son remplaçant, il est amené à devenir l'entraineur-joueur du club vendéen.

### Palmarès
En 2014, il obtient sa première Coupe de France avec le club La Vendéenne La Roche-sur-Yon.